# Torpacarus izabalensis
Torpacarus izabalensis är en kvalsterart som beskrevs av Schatz 1994. Torpacarus izabalensis ingår i släktet Torpacarus och familjen Lohmanniidae. Inga underarter finns listade i Catalogue of Life.